# Przegląd Artystyczny
Przegląd Artystyczny – czasopismo ukazujące się w latach 1946–1973 poświęcone głównie zagadnieniem polskiej sztuki współczesnej.
Przegląd Artystyczny powstawał pod koniec roku 1945. Na czele redakcji stanął malarz Eugeniusz Geppert. Wydawany od roku 1946 w Krakowie jako miesięcznik oddziału Związku Polskich Artystów Plastyków. Od roku 1950 w Warszawie jako dwumiesięcznik Związku Polskich Artystów Plastyków pod redakcją Heleny Krajewskiej. Od roku 1952 wydawany przez Państwowy Instytut Sztuki i Związek Polskich Artystów Plastyków pod redakcją Mieczysława Porębskiego. Od roku 1957 wydawany przez Instytut Sztuki Polskiej Akademii Nauk pod redakcją Aleksandra Wojciechowskiego. Od roku 1961 wydawany przez Wydawnictwa Artystyczno-Filmowe pod redakcją Jerzego Zanozińskiego i od roku 1962 powtórnie pod redakcją Heleny Krajewskiej. 
W roku 1974 został zastąpiony przez miesięcznik „SZTUKA”.